# ダマスコン
ダマスコン（英: Damascones）は化学式C13H20Oで表されるケトンの一種で、ブルガリアンローズの微量香気成分として発見された。イオノン、ダマセノンとともに、ローズケトンとも呼ばれる。二重結合の位置や官能基の種類によりα体、β体、γ体、δ体の異性体が知られている。ケトン基の位置の異なるイオノンの異性体であるが、イオノンがスミレの香りを持つのに対しダマスコンはバラの香りを持つ。バラの精油に含まれ、カロテノイドの分解によっても生じるが、工業的にはシクロシトラールなどから合成され、食品や香粧品の香料原料として広く使われる。